# Alsing Andersen
Alsing Emanuel Andersen (5. februar 1893 i København - 5. december 1962 smst) var dansk politiker og minister. Søn af rådmand og folketingsmand Frederik Andersen som han afløste som næstformand i Socialdemokratiet. Cand.mag. i 1917 med engelsk som hovedfag. Samme år blev han Staunings sekretær, da Stauning havde brug for en sprogkyndig medarbejder, der kunne støtte ham i det internationale arbejde, der under 1. verdenskrig fik en fremtrædende placering i Socialdemokratiets politik. 
Han blev valgt til Folketinget for Socialdemokratiet d. 24. april 1929 og var forsvarsminister fra 1935-1940. Han var således minister ved forsvarsreformen af 1937 og blev efter 2. verdenskrig kritiseret på grund af den svage danske modstand 9. april 1940. 
Imidlertid var kritikken ikke fuldt berettiget. Erfaringerne fra første verdenskrig medførte reformer af forsvaret i 1932 og i 1937. I 1932 blev hæren ganske vist forbedret teknisk og organisatorisk, men den blev for lille til at løse egentlige forsvarsmæssige opgaver. I 1937 skabtes den forsvarsordning, som gjaldt ved besættelsen. Der blev bevilget penge til en del nyt materiel, og der blev  ansat flere befalingsmænd, men trods den alvorlige internationale situation kom der ikke en styrkelse af forsvaret. Bl.a. nedsattes antallet af årligt indkaldte rekrutter fra ca. 8.900 til ca. 7.800. 
Reduktionen i forsvaret forud for krigen var snarere en beslutning taget af Stauning og udenrigsminister P. Munch end af Alsing Andersen.
Alsing Andersen blev udnævnt til indenrigsminister i november 1947, men sad kun på posten i ti dage på grund af stor folkelig modstand mod hans kritik af modstandsbevægelsen. Alsing Andersen havde handlet på vegne af partiledelsen, der bestod af statsminister Hans Hedtoft og andre af de nye ministre.
- Forsvarsminister (4. november 1935-8. juli 1940)
- Finansminister (16. juli-9. november 1942) - Regeringen Vilhelm Buhl I
- Indenrigsminister (13.-23. november 1947) - Regeringen Hans Hedtoft I
- Medlem af Folketinget (1929-1962) fra 1932 Københavns 13. kreds (Vesterbro)
- Formand for socialdemokratiets rigsdagsgruppe (1932-1935, 1940-1942 og maj-nov. 1945)
- Formand for Socialdemokratiet (1941-1945)
- Medlem af Socialistisk Arbejderinternationales eksekutivkomite (1929-1935 og fra 1945) og formand (1957-1962)
- Medlem af Danmarks FN delegation fra 1948